# Lékana
Lékana is een kleine stad in Congo-Brazzaville. De stad is de hoofdplaats van het gelijknamige district van de regio Plateaux. 
In Lékana worden voornamelijk maniok, aardnoten, koffie en aardappelen verbouwd. De plaats beschikt over een eigen luchthaven met IATA-code LKC.